# Eusebius John Crawford
Eusebius John Crawford OP (* 4. Dezember 1917 in Warrenpoint, Irland; † 31. Mai 2002) war Bischof von Gizo, Salomonen.

## Leben
Eusebius John Crawford trat der Ordensgemeinschaft der Dominikaner bei und empfing am 29. März 1941 die Priesterweihe.
Johannes XXIII. ernannte ihn am 1. März 1960 zum Apostolischen Vikar der Westsalomonen und Titularbischof von Caffa. Der Papst persönlich spendete ihm am 8. Mai desselben Jahres die Bischofsweihe; Mitkonsekratoren waren Napoléon-Alexandre Labrie CIM, Altbischof von Golfe St-Laurent, und Fulton John Sheen, Weihbischof in New York.
Paul VI. erhob am 15. November 1966 das Apostolische Vikariat zum Bistum und ernannte ihn zum Bischof von Gizo. Am 3. Februar 1995 nahm Johannes Paul II. seinen altersbedingten Rücktritt an.